# Le Flon (Lausanne)

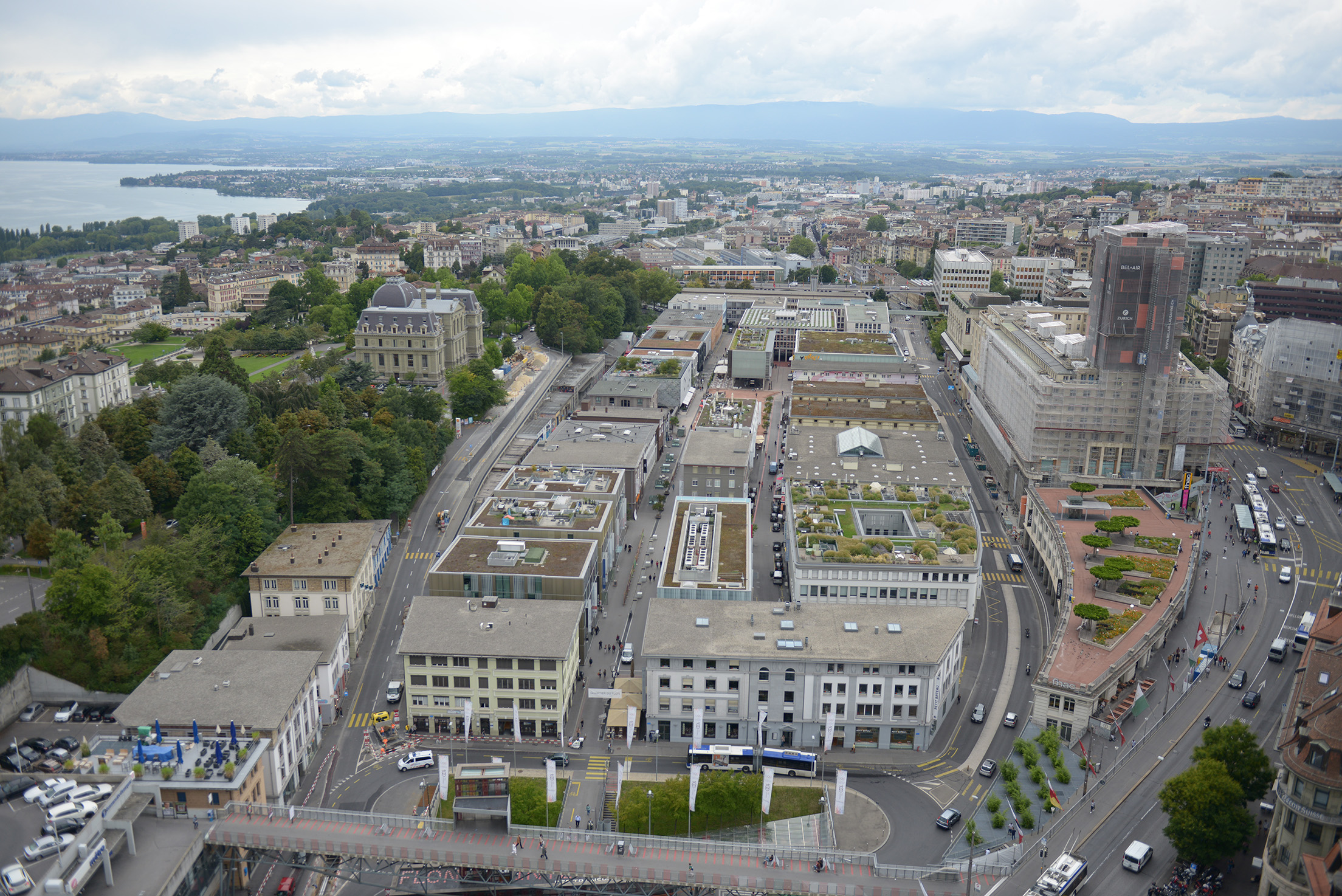
Luftbild 2015 (links der Palais de Justice)

Luftbild 1925 (oben der Palais de Justice)

Le Flon (französisch Quartier du Flon) ist ein Quartier (amtlich «Sektor 103») im Stadtteil Centre der Schweizer Stadt Lausanne. Es ist seit 1999 ein Objekt der Stadterneuerung mit Umgestaltung vom Logistik- zum Unterhaltungszentrum mit Kino, Restaurants, Geschäften, Büros und Konzerthalle.

## Lage
Le Flon liegt im Westen des Stadtzentrums von Lausanne, auf 479 m ü. M. (Bahnhof). Administrativ ist Le Flon der BFS-Code 5586-001 zugeordnet. Der namensgebende Fluss Flon wurde kanalisiert und unterirdisch weitergeführt. Das Quartier erstreckt sich zwischen der Grossen Brücke (Grand-Pont) im Osten und der Chauderon-Brücke im Westen.

## Geschichte
Die Familie Mercier gründete um 1740 eine Gerberei im seinerzeit unbewohnten Tal des Flon. Im 19. Jahrhundert entstanden im Tal neue Säge- und Walkmühlen sowie Gerbereien. Wegen der Geruchsbelästigung wurde die Gegend gemieden. Vier Jahre nach der Choleraepidemie von 1832 begann die abschnittsweise Kanalisierung des Flon. Die Pont Pichard (später Grand-Pont) wurde von 1839 bis 1844 errichtet. Die Chauderon-Brücke wurde 1905 fertiggestellt.
Der Ingenieur Louis Gonin und der Unternehmer Jean-Jacques Mercier reichten 1868 ein umfangreiches Projekt bei der Stadt ein, um die industrielle Entwicklung zu fördern. Neben einer Standseilbahn sollte ein Güterbahnhof im Tal des Flon entstehen. Energie sowie Frischwasser für die Stadt sollten der umgeleitete Grenet und der aufgestaute Lac de Bret liefern. Die private Gesellschaft wurde Eigentümer des Tals und übernahm im die Kosten aller Bauarbeiten. Mit dem Material, das durch den Bau des Tunnels nach Ouchy anfiel, wurde das Tal westlich der Pont Pichard aufgeschüttet und planiert. Die Brücke verlor ihre erste Bogenreihe und wurde von 25 auf 13 Meter Höhe reduziert. Die Drahtseilbahn Lausanne–Ouchy (LO) wurde im März 1877 eröffnet und verband bis Januar 2006 Le Flon als Zahnradbahn mit dem Bahnhof (ab 1879) und dem Hafen Ouchy am Genfersee. Die LO beförderte bis 1953 auch Güterwagen. Nach ihrer Eröffnung wurde Le Flon ein Umschlagplatz für Güter mit zahlreichen Lagerdepots, die Bahnanschluss erhielten.
Zu Beginn des 20. Jahrhunderts war Le Flon der wichtigste Güterbahnhof der Stadt mit etwa 47'000 Einwohnern. Aus der Gerberei und dem Familienunternehmen Mercier entwickelte sich eine Verwaltungsgesellschaft die im Laufe der Zeit weitere Immobilienflächen erwarb. Ein Vertrag zwischen Stadt und der Gesellschaft regulierte von 1930 bis 1980 die rasche Erschliessung des Quartiers, regelte die Ansiedlung der Gebäuden und legte eine einheitliche Bauhöhe fest. Von Mai 1953 bis Dezember 1979 bestand eine neue Bahnverbindung zum Güterbahnhof Lausanne-Sébeillon.
Ab den 1950er Jahren verlegte sich der Güterumschlag in andere Quartiere. Die Lagergebäude wurden in Büroräume oder Handwerker- und Künstlerateliers umgewandelt. Die Eröffnung der Diskothek «Moulin à danses» (kurz MAD) erfolgte in den 1980ern. Die Groupe LO verkaufte 1984 die Bahnen an die Stadt Lausanne und konzentrierte sich auf die Entwicklung der Immobilien. Nach einer längeren Planungszeit wurde im Juni 1999 ein neuer Teilnutzungsplan verabschiedet, der die Umgestaltung des Quartier du Flon in ein kreatives und modernes Viertel vorsah.

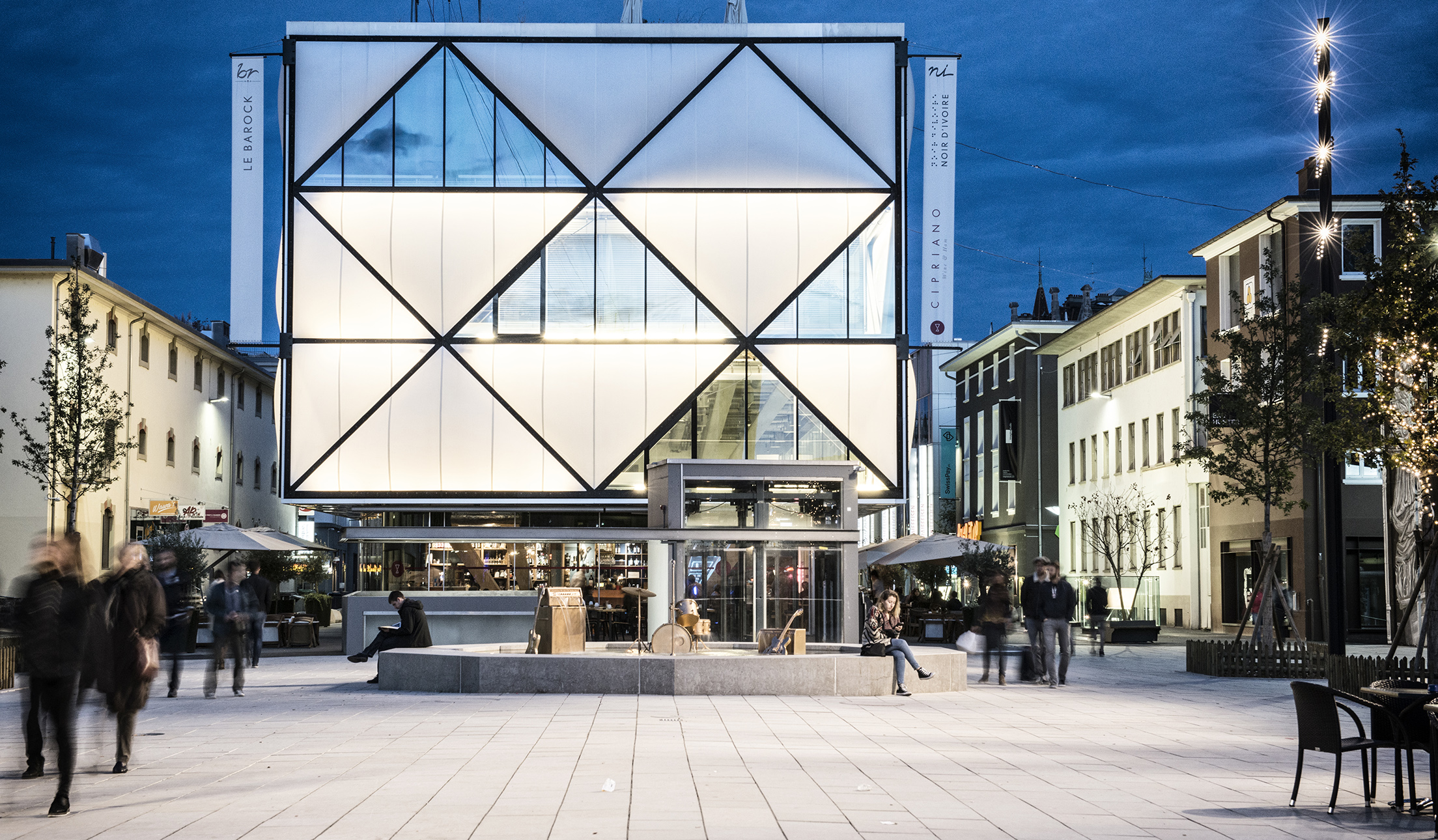
«Esplanade du Flon», 2017

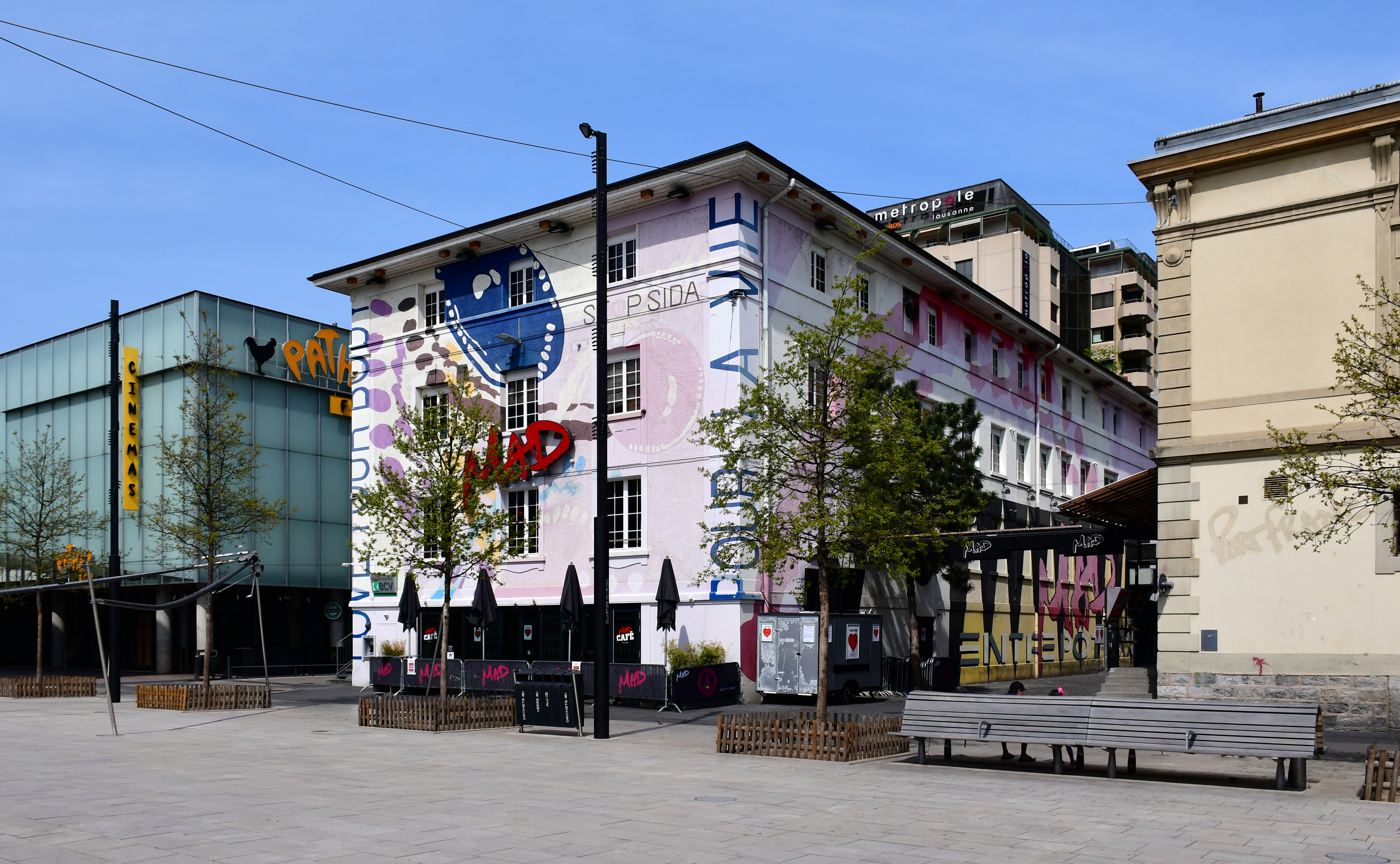
Pathé, MAD und ehemaliges Freilagerhaus, 2020

Von 2002 bis 2017 entstanden eine Tiefgarage und zahlreiche neue Gebäude, während andere saniert und umgestaltet wurden. Die «Esplanade du Flon» wurde 2003 als zentraler Platz des Quartiers gestaltet. Im selben Jahr eröffnete die Pathé ein Multiplex-Kino. Eine neue Dynamik entstand als 2009 die Mobimo Holding die LO Holding erwarb und Eigentümerin des Quartiers wurde. Bis 2017 entstanden ein Designhotel, der Brunnen «Unplugged» von Vincent Kohler auf der Esplanade sowie die Ateliergebäude «Les Garages». Zu den Architekten gehörten Burckhardt+Partner, Brauen Wälchli Architectes sowie Bakker und Blanc.

## Wirtschaft
Das Quartier hat jährlich 7,5 Millionen Besucher, 28 Restaurants und Bars sowie 62 Anbieter im Einzelhandel.

## Verkehr
Die Linie M1 der Métro Lausanne verbindet seit Juni 1991 Le Flon mit der Technischen Hochschule, der Universität Lausanne (UNIL) und dem Bahnhof Renens der Gemeinde Renens im Westen der Stadt. Seit Oktober 2008 werden der Bahnhof und Ouchy sowie das Universitäre Spitalszentrum (CHUV) und die Gemeinde Epalinges von der U-Bahn-Linie M2 bedient.
Die Lausanne–Echallens–Bercher-Bahn (LEB) erhielt im Mai 2000 den unterirdischen Kopfbahnhof Lausanne-Flon, nachdem lange eine provisorische Verbindung zum Bahnhof Lausanne-Chauderon bestanden hatte. Eine oberirdische Strassenbahn von Le Flon über Renens nach Villars-Sainte-Croix ist derzeit im Bau. Eine weitere Haltestelle erhält das Quartier mit «Port-Franc». Zudem bestehen Busverbindungen der Transports publics de la région Lausannoise (TL).
Die «Passerelle du Flon» führt vom Hôtel Lausanne-Palace über das Quartier zum nördlichen Ende der Grossen Brücke. Nach der Frauenrechtlerin Lucy Dutoit wurde sie im Herbst 2023 in Passerelle Lucy Dutoit umbenannt. Von ihr führt eine Aufzugsanlage zur «Place de l’Europe».

## Kulturgut von regionaler Bedeutung
- Ehemaliges Zollhaus und Freilager (KGS-Nr.: 06146)

## Belege
1. 1 2 3 4 5  flon.ch: Kurze Geschichte vom Flon. Abgerufen am 30. Juni 2025.
2. ↑  Mobimo fusioniert mit LO Holding. Abgerufen am 30. Juni 2025.
3. ↑  flon.ch: Architektur und Design. Abgerufen am 30. Juni 2025.
4. ↑  flon.ch: Facts & Figures. Abgerufen am 30. Juni 2025.
5. ↑  radiolac.ch: Lausanne renomme neuf lieux avec le nom de personnalités féminines. Französisch, abgerufen am 30. Juni 2025.